# The Thought Remains the Same
The Thought Remains the Same é uma coletânea com a participação de 8 bandas estadunidenses, lançada em 28 de julho de 1998 pela gravadora Nitro Records.
O álbum foi inicialmente intitulado Deep Thoughts, mas no final decidiu-se mudar o nome para The Thought Remains the Same. O título é uma paródia da canção "The Song Remains the Same", da banda britânica Led Zeppelin.

## Faixas[3]
1. "Cafe 405" – The Vandals – 2:11
2. "A Single Second" – AFI – 2:12
3. "1, 2, 3... Slam" – Guttermouth – 1:45
4. "Superficial Love" – T.S.O.L. – 1:19
5. "Victims & Volunteers" – Jughead's Revenge – 3:11
6. "Floorlord" – One Hit Wonder – 2:43
7. "The Thing from Uranus" – Sloppy Seconds – 3:41
8. "D.U.I." – The Offspring – 2:26
9. "Self Pity" – AFI – 0:57
10. "Chicken Box" (ao vivo) – Guttermouth – 1:30
11. "And Now We Dance" – The Vandals – 2:04
12. "Power Trip" – One Hit Wonder – 2:36
13. "Pain" – Jughead's Revenge – 2:22
14. "This Won't Hurt a Bit" – Guttermouth – 1:54
15. "If the Gov't Could Read My Mind" – The Vandals – 2:21
16. "Let's Kill the Trendy" – Sloppy Seconds – 2:21
17. "You Don't Have to Die" – T.S.O.L. – 3:23
18. "Love Is a Many Splendored Thing" – AFI – 1:31
19. "Lipstick" – Guttermouth – 2:53
20. "Tehran" – The Offspring – 3:07
21. "But Then She Spoke" – The Vandals – 1:56
22. "Perfect Fit" – AFI – 1:59